# Richard Nord
Richard Nord ist ein US-amerikanischer Filmeditor.

## Leben
Nach dem Ende seines Studiums im Bereich der Cinema Studies an der New York University war Nord zunächst in den 1980er Jahren als Schnittassistent tätig. In dieser Zeit war er u. a. am Filmschnitt der Woody-Allen-Filme Eine Sommernachts-Sexkomödie (1982) und Zelig beteiligt. Mehrmals arbeitete er mit den Editoren Sam O’Steen und Susan E. Morse zusammen.
Beginnend mit dem Film Strictly Business aus dem Jahr 1991 war Nord als eigenständiger Editor tätig. Dies war der erste von mehreren Filmen, bei denen er mit Regisseur Kevin Hooks kooperierte.
Nord gehörte auch zum Schnitteam des Films Auf der Flucht. Gemeinsam mit seinen Kollegen Dennis Virkler, David Finfer, Dean Goodhill, Don Brochu und Dov Hoenig wurde er für die Arbeit an dieser Produktion 1994 für den Oscar in der Kategorie Bester Schnitt nominiert. Hinzu kam eine Nominierung für den British Academy Film Award in der gleichen Kategorie sowie für den Eddie Award der American Cinema Editors.
Nord war bislang an mehr als 45 Produktionen beteiligt, darunter auch mehrere Fernsehfilme, und gelegentlich Serien.

## Filmografie (Auswahl)
- 1991: Strictly Business
- 1992: Passagier 57 (Passenger 57)
- 1993: Auf der Flucht (The Fugitive)
- 1996: Schwer verdächtig (Getting Away with Murder)
- 1996: Fled – Flucht nach Plan (Fled)
- 1996: Hip Hop Holiday (Phat Beach)
- 1998: Species II
- 1998: Body Count – Flucht nach Miami (Body Count)
- 1999: Carrie 2 – Die Rache (The Rage: Carrie 2)
- 2000: Die Farbe der Freundschaft (The Color of Friendship)
- 2000: The Watcher
- 2001: Jennie, die Unbezähmbare (The Jennie Project)
- 2003: 11:14
- 2003: Die Schlachten von Shaker Heights (The Battle of Shaker Heights)
- 2005: American Gun
- 2006: Kaliber 45 (.45)
- 2007: Captivity
- 2008: Sex & Lies in Sin City
- 2011: Glaube, Blut und Vaterland (There Be Dragons)
- 2013: Sex Couch – 10 Regeln fürs Fremdgehen (10 Rules for Sleeping Around)
- 2013: Unter Feinden – Walking with the Enemy (Walking with the Enemy)
- 2015: Vendetta
- 2017: Shattered
- 2017: ZBurbs
- 2017: Bräutigam zum Abhaken (Alex & The List)
- 2019: Nancy Drew and the Hidden Staircase
- 2019: The Last Full Measure
- 2020: Magic Max
- 2022: Rettungshund Ruby (Rescued by Ruby)